# Dalsheimer Hubacker

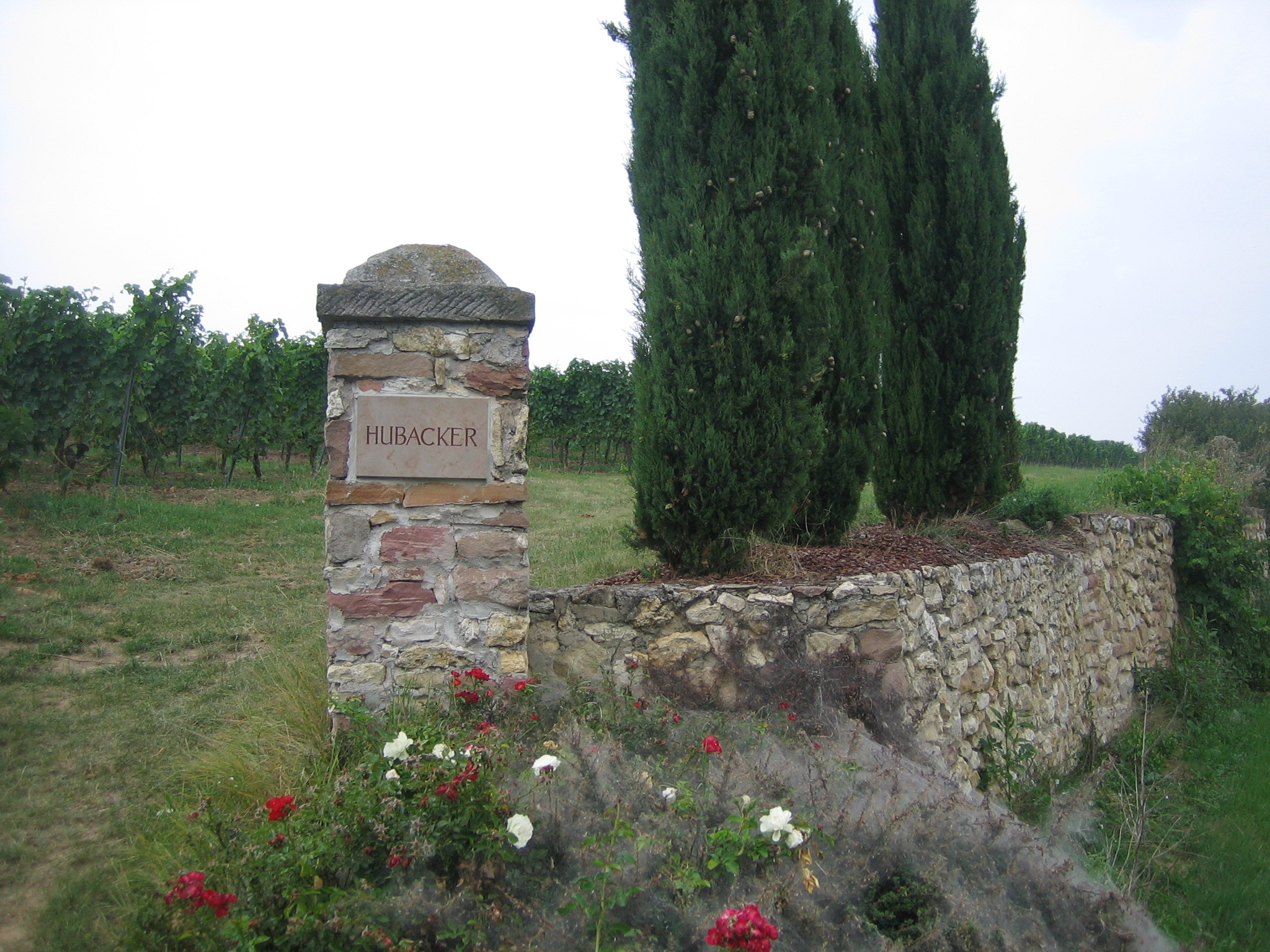
Geschmückte Einfahrt zur Einzellage "Dalsheimer Hubacker"

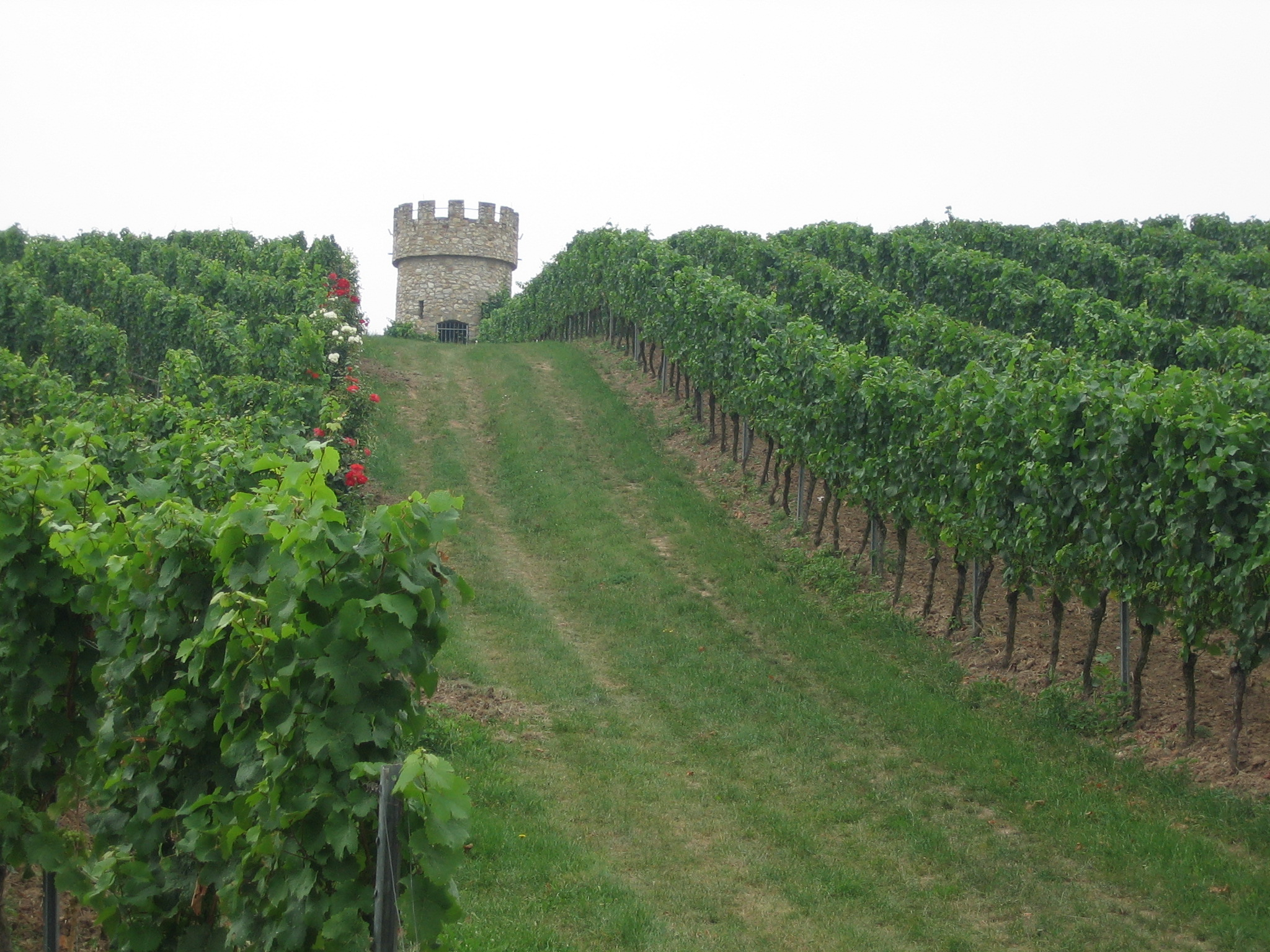
Natursteinturm, der zum Andenken an Hedwig Keller aus den Kalksteinen der Lage und der Region erbaut wurde.

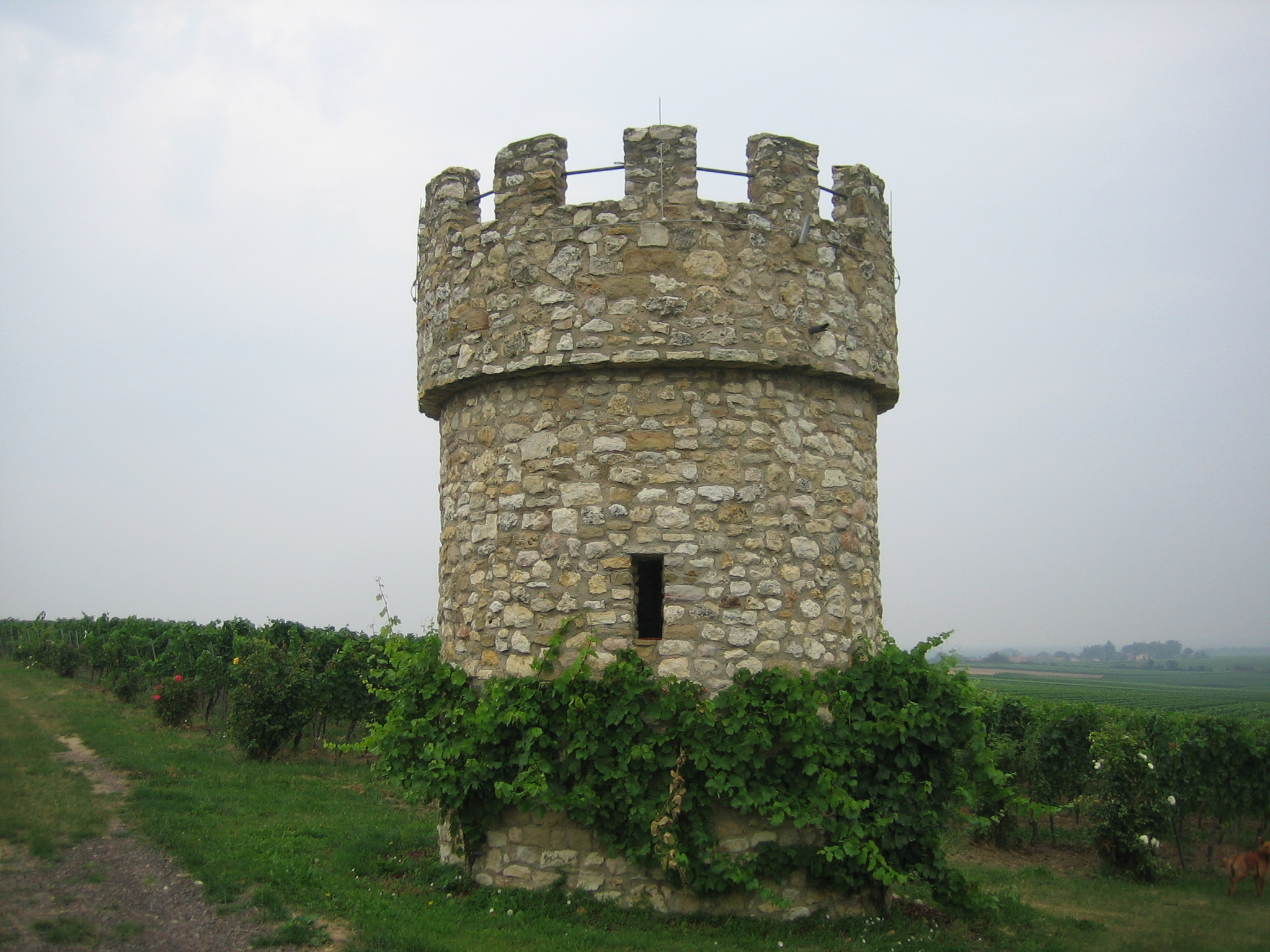
Der Turm von Süden aus aufgenommen.

Dalsheimer Hubacker heißt eine Weinlage bei der rheinhessischen Gemeinde Flörsheim-Dalsheim (Rheinland-Pfalz).

## Lage, Klima, Böden
Der Hubacker ist als Einzellage Teil der Großlage Burg Rodenstein im Weinbaugebiet Rheinhessen; er umfasst eine Fläche von 35 ha. Die Lage wird zu den renommiertesten Lagen Rheinhessens gezählt. Die Erstnennung des Namens geht auf 1490 zurück und leitet sich von Hube ab, deren Fläche je nach Land und Bodentyp zwischen 5 und 30 Hektar variierte. Die Entstehung des Lagenamens geht auf das Dalsheimer Seelenbuch zurück. Die Lage erstreckt sich nördlich von Dalsheim und wird nördlich begrenzt durch die Lage Bermersheimer Seilgarten, östlich durch das Dalsheimer Sauloch, südlich durch die "Dalsheimer Steig" und westlich durch den Gundersheimer Königsstuhl. Sein Boden wird als mittelgründig und skelettreich mit mächtigem Kalkfelsen im Untergrund beschrieben. Die Weine des Hubackers, insbesondere die Rieslinge, werden zu den besten des VDP-Weinguts Keller gezählt. Der 25 bis 30 Prozent Südost-exponierte Obere Hubacker, eine ca. 4 ha große Parzelle, ist im Alleinbesitz der Kellers. Wie viele gute Weinbergslagen war der Hubacker in stiftischem Besitz, aus dem heraus Johann Leonhard Keller im Zuge der Säkularisation im Zeitalter Napoleons Besitz erwerben konnte. Im Gault Millau Weinguide wurde ein 1999 Dalsheimer Hubacker Riesling Trockenbeerenauslese mit der maximalen Punktzahl 100 ausgezeichnet.

## Verschönerung
In der Zeit von März bis August des Jahres 2000 errichtete die Besitzerfamilie zusammen mit Freunden einen 6,5 Meter hohen Steinturm aus rheinhessischem Kalkstein. Der Hubackerturm hat einen Durchmesser von 4,2 Metern und ist etwa 100 Tonnen schwer. An seiner Eingangsseite ist er mit einem Gittertor verschlossen. An der Außenseite des Turms befindet sich eine Bronzetafel zu Ehren von Hedwig Keller (1948–2000), der dieser Turm gewidmet wurde.
Am dem Rhein zugewandten Ende des Weinberges befindet sich eine Ziereinfahrt, die ebenfalls aus Bruchsteinen gemauert wurde und an deren Pfeiler eine Sandsteintafel mit dem Namen der Einzellage angebracht ist.